# أوكسفام

شعار منظمة أوكسفام

منظمة أوكسفام هي اتحاد دولي لـلمنظمات الخيرية التي تركز على تخفيف حدة الفقر في العالم.  تأسست أوكسفام في 17 شارع برود في أكسفورد، أوكسفوردشاير، في عام 1942 علي يد مجموعة من الكويكرز، والناشطين الاجتماعيين، وأكاديميين أكسفورد.كانت مهمتهم إقناع الحكومة البريطانية بالسماح بالإغاثة الغذائية من خلال حصار الحلفاء على مواطني اليونان الذين يعانون من الجوع. و منذ بداياتها كمؤسسة خيرية صغيرة تحت اسم «لجنة أوكسفورد للإغاثة من المجاعة»، نمت أوكسفام نمواً كبيراً لتصبح اليوم إحدى أكبر المنظمات الخيرية الدولية المستقلة في مجالي الإغاثة والتنمية. وتدار أوكسفام اليوم كاتحاد دولي يضم 15 منظمة زميلة (مراكزها في أوروبا، وأمريكا الشمالية والوسطى، وآسيا، والأوقيانوس) تعمل كلها في أكثر من 90 بلد مع منظمات محلية شريكة من أجل التوصل إلى حلول دائمة للفقر. وفضلاً عن المساعدات الإنسانية والعمل التنموي، تقوم أوكسفام بحملات للتغيير الإيجابي، ولرفع الوعي، وذلك بالأساس فيما يخص القضايا المرتبطة بالفقر. وليس للمنظمة أي انتماءات سياسية أو دينية. وتتبنى منظمة أوكسفام، مع شركائها المحليين ومنظمات صديقة حول العالم، المواقف المنحازة للشعوب الفقيرة في المحافل الدولية. فعالمياً تتشابك أوكسفام مع الهيئات المعنية في الأمم المتحدة وتشارك بانتظام في اجتماعاتها الدولية وكذلك مع منظمات عديدة دولية أخرى منها على سبيل المثال مؤتمرات منظمة التجارة العالمية، والمنتدى الاقتصادي العالمي، ومؤتمر الأمم المتحدة السنوي حول التغير المناخي. وتبذل أوكسفام قصارى جهدها للتأثير في السياسات العالمية التي تؤثر على فقراء العالم.

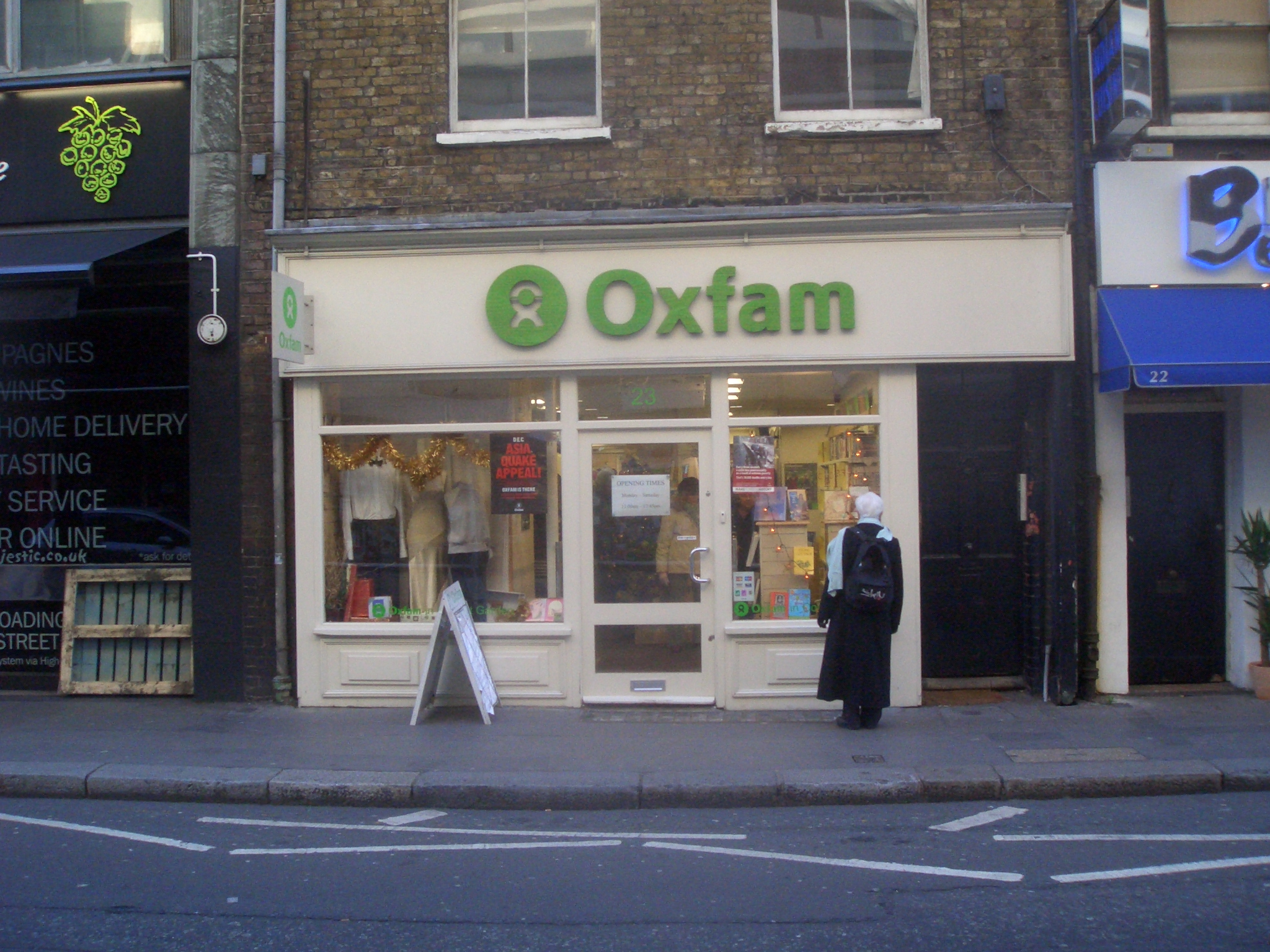
أحد محلات أوكسفام في لندن

اليوم لم تعد نشاطات أوكسفام قاصرة على محاربة المجاعات بل على محاربة أسباب نشوء تلك المجاعات وعلى إيجاد سبل لتمكين الناس من إعالة أنفسهم بأنفسهم وتوفير حلول طويلة الأجل للقضاء على الفقر، كما تقوم المنظمة بالعديد من النشاطات في مجالات التعليم والديمقراطية وحقوق الإنسان ومحاربة الإيدز والاحتباس الحراري، فضلاً عن افتتاحها للعديد من متاجر التجارة العادلة (750 محل في بريطانيا وحدها) حيث تباع منتجات البلاد الفقيرة بأسعار عادلة بهدف إفادة المنتجين الفقراء.

## المقر
مقر المنظمة أوكسفام يقع في مدينة أوكسفورد، وهي التي شهدت تأسيس المنظمة.

## التسمية
اتي اسم «أوكسفام» اختصارا للاحرف الأولى من عبارة لجنة أوكسفورد وتعني التخفيف من وطأة المجاعة. وقد أطلقت عدة منظمات تنموية وتعاونية على نفسها اسم أوكسفام، بمع ذلك ظلت كلا منها تمارس أنشطتها بشكلٍ منفرد

## الرؤية
عالم عادل بدون فقر .
حيث ترعي اوكسفام هموم الفقراء وتناضل من اجل عالم أكثر عدلا من خلال القضاء على الفوارق الاجتماعية والطبقية ومحاربة الفقر ومساعدة الفئات الأكثر ضعفا وومساعدتها علي الخروج من هامش الحياة الاقتصادية والسياسية إلى دائرة التأثير في القرارات والسياسات الحكومية.

### المهمة
إيجاد حلول دائمة للفقر والجوع والظلم الاجتماعي والتحدث عن القضايا الاجتماعية.

### تاريخ طويل من العمل في العالم العربي

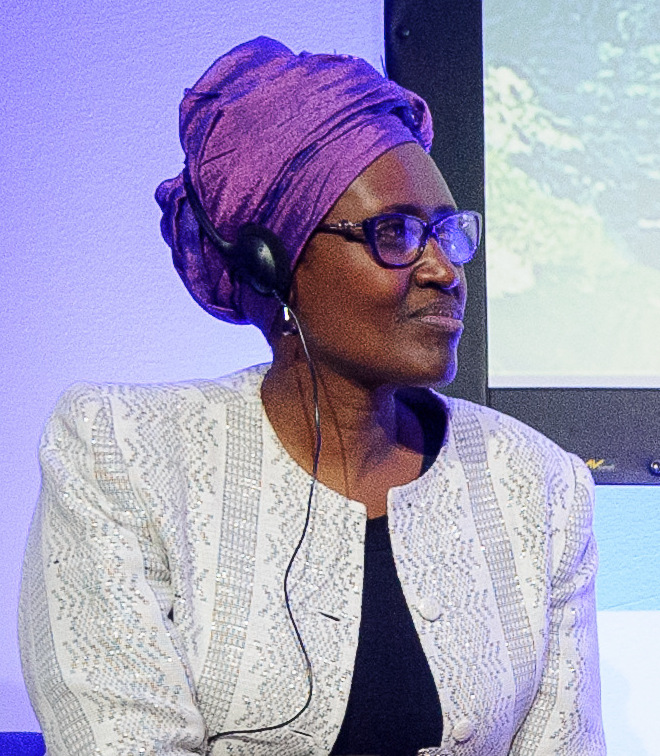
ويني بيانيما ، المدير التنفيذي لمنظمة أوكسفام الدولية 2013-2019

تعمل منظمة أوكسفام في العالم العربي منذ أكثر من ثلاثين عام، ومع اللاجئين الفلسطينيين منذ الخمسينيات من القرن الماضي. وتنفذ أوكسفام في الوقت الحاضر برامجاً عديدة مع شركاء محليين في 11 دولة عربية، حيث تقدم المساعدات الإنسانية وتدير المشاريع التنموية.
وعندما نشبت الازمة السورية بذلت «أوكسفام» الكثير من الجهد الإنساني لصالح المدنيين السوريين سواء داخل سوريا أو في مخيمات الشتات، وفي 2015 على طريق اللجوء الكبيرة من تركيا إلى أوروبا الغربية عبر البلقان

### علاقات منظمة أوكسفام في العالم العربي والإسلامي
زادت منظمة أوكسفام من انخراطها مع المنظمات العربية المانحة والتنموية والإنسانية في العالم العربي والإسلامي خلال السنوات الماضية. وتتحاور مع منظمة التعاون الإسلامي والجامعة العربية بشكل دوري في القضايا الإنسانية.
وقد عقدت أوكسفام مؤخرا شراكات رئيسية مع مؤسسات هامة في الخليج العربي مثل دبي العطاء، ومؤسسة خليفة بن زايد آل نهيان، وبرنامج الخليج العربي للتنمية (أجفند)، ومؤسسة الوليد بن طلال، والهلال الأحمر الإماراتي.
وتشارك منظمة أوكسفام في مؤتمرات هامة بالمنطقة، مثل منتدى الدوحة للديمقراطية، والتنمية والتجارة الحرة، ومعرض ومؤتمر دبي الدولي للإغاثة والتطوير (ديهاد)، والمؤتمر العالمي للعطاء الإسلامي.
وقد قامت أوكسفام بإبرام مذكرة تفاهم مع الجامعة العربية في أبريل 2012 لتعضيد التعاون بين المنظمتين في المجالات التنموية والإغاثية، ولتحسين التنسيق بين أوكسفام والجامعة العربية والمنظمات العربية الفاعلة في هذين المجالين.

### تقرير عام 2011
تحذر أوكسفام في تقرير نشرته عام 2011 «بأن العالم يسير نائما متهاديا نحو كارثة إنسانية، ناشئة عن أرتفاع كبير قادم في أسعار المواد الغذائية». وتقدر المنظمة ارتفاعا كبيرا فد يصل بين 120 % - 180 % عن الأسعار الحالية في عام 2030. وهي ترجع ذلك إلى تغيرات المناخ على الأرض وبسبب سوء توزيع المواد الغذائية وسوء المناقصات التجارية التي تقوم وسوف تقوم بها البنوك والبورصات، من تلك الأسباب أيضا الوقود الحيوي الذي يتزايد استخدامه ويستقطع من المواد الغذائية فيحرم منها الضعيف والفقير.
من أشد البلاد التي قد تتأثر بتلك العاوامل بلدان في آسيا وأواسط أفريقيا، وربما يكون وقعها شديدا على نحو 900 مليون من البشر.

## فضائح جنسية
قدمت بيني لورانس نائبة الرئيس التنفيذي لمنظمة «أوكسفام» الخيرية استقالتها في فبراير 2018 مع تفاقم أزمة الفضيحة الجنسية التي تورط فيها بعض موظفيها. بعد اتهامات وجهت للمنظمة بإخفاء نتائج تحقيق في مزاعم وقوع فضيحة جنسية تسبب بها بعض العاملين لديها، خلال ممارسة مهامهم في تسليم مواد الإغاثة الإنسانية خلال زلزال هايتي عام 2011.

## مقالات ذات صلة
- قائمة قادة المنظمات غير الحكومية
- عولمة

## وصلات خارجية
- الموقع الرسمي